# Daniele Braidot
Daniele Braidot (29 mei 1991) is een Italiaans veldrijder en mountainbiker.
In 2012 werd Braidot derde op het Wereldkampioenschap mountainbike bij de beloften. In 2016 werd hij Italiaans kampioen mountainbike bij de elite. 
Ook in het veldrijden behaalt hij bescheiden successen. Zo werd hij in 2018 tweede op het Italiaans kampioenschap veldrijden. 
Daniele is de tweelingbroer van Luca Braidot.

## Overwinningen

### Mountainbike
2012
 Wereldkampioenschap mountainbike, beloften
2016
 Italiaans kampioenschap mountainbike
2018
Samobor
2019
Kocevje

### Veldrijden
2009
 Italiaans kampioenschap, junioren